# Semaine européenne du développement durable
 (mai 2025).
La Semaine du développement durable puis Semaine européenne du développement durable à partir de 2015 est un événement organisé par les autorités publiques chaque année, d'abord en France puis désormais en Europe, en vue d'expliquer le développement durable au grand public, de le sensibiliser à ses enjeux, de démontrer et de favoriser les différentes formes de mobilisation concrètes, individuelles et collectives.

## Histoire
Cet événement fut lancé pour la première fois en 2003 (MEEDDM, 2009). Chaque année, un appel à projets, organisé par des collectivités locales et des organismes privés, est lancé pour favoriser l'organisation et la promotion de différents événements sur le développement durable :
- Mairie de Cappelle-en-Pévèle Exposition Semaine du Développement Durable
- Pouruneplanetedurable.com : Participez au débat pour une planète durable
- Mairie de Rognac: Journée Développement Durable 2010

## La mission
La Semaine du développement durable ou SEDD s'inscrit dans l'Agenda 2030 des Nations unies et ses 17 objectifs. 

## Les différentes éditions
En 2012, le ministère chargé du développement durable a choisi le slogan : « Soyons tous consom’acteurs ». L’objectif est de faire connaître l’information environnementale qui nous aide à devenir progressivement des consommateurs éclairés.
En 2015, la « Semaine du développement durable » devient la « Semaine européenne du développement durable » et se déroule du 30 mai au 5 juin.
La Semaine européenne du développement durable se déroule désormais chaque année du 18 septembre au 8 octobre.